# تشاد سيمبسون
تشاد سيمبسون (بالإنجليزية: Chad Simpson)‏ هو لاعب كرة قدم أمريكية أمريكي، ولد في 22 أغسطس 1985 في ميامي في الولايات المتحدة.

## وصلات خارجية
- تشاد سيمبسون على موقع مرجع كرة القدم المحترفة.كوم (الإنجليزية)